# Jody
Jody ist ein englischer männlicher und weiblicher Vorname. Als Varianten des weiblichen Vornamens treten die Formen Jodi bzw. Jodie auf.

## Bekannte Namensträger

### Männlicher Vorname
- Jody Craddock (* 1975), englischer Fußballspieler
- Jody Crawforth (* 1980), britischer Cyclocross- und Mountainbikefahrer
- Jody Hill (* 1976), US-amerikanischer Filmregisseur und Drehbuchautor
- Jody McCrea (1934–2009), US-amerikanischer Schauspieler
- Jody Morris (* 1978), englischer Fußballspieler
- Jody Powell (1943–2009), US-amerikanischer Politikwissenschaftler
- Jody Reynolds (1932–2008), US-amerikanischer Sänger, Gitarrist und Songwriter
- Jody Scheckter (* 1950), südafrikanischer Unternehmer und ehemaliger Automobilrennfahrer
- Jody Shelley (* 1976), kanadischer Eishockeyspieler

- Jody Wanger, ein Pseudonym von Giovanni Cianfriglia (1935–2024), italienischer Stuntman und Schauspieler

### Weiblicher Vorname
- Jody Linscott, US-amerikanische Sessionmusikerin und Perkussionistin
- Jody Miller (1941–2022), US-amerikanische Countrysängerin
- Jody Patrick (* 1978), kanadische Badmintonspielerin
- Jody Sandhaus (1951–2012), US-amerikanische Jazzsängerin
- Jody Scott (1923–2007), US-amerikanische Schriftstellerin
- Jody Thompson (* 1976), kanadische Schauspielerin
- Jody Watley (* 1959), US-amerikanische Sängerin
- Jody Williams (* 1950), US-amerikanische Lehrerin und Menschenrechts-Aktivistin
- Jody Wilson-Raybould (* 1971), kanadische Politikerin